# Dracula's Revenge
 (mai 2015).
Si vous disposez d'ouvrages ou d'articles de référence ou si vous connaissez des sites web de qualité traitant du thème abordé ici, merci de compléter l'article en donnant les références utiles à sa vérifiabilité et en les liant à la section « Notes et références ».
Dracula's Revenge est un jeu vidéo de plates-formes développé par Steven Chapman et édité par Softek en 1983 sur Oric.
Le joueur incarne Abraham Van Helsing et doit débarrasser les châteaux qu'il traverse des loup-garous, fantômes et vampires qui s'y trouvent.

## Système de jeu
Le château est présenté en 2D par plusieurs étages connectés par des échelles. Le fond de l'image change périodiquement de couleur selon un cycle jour/nuit.
Il existe trois périodes pour les jours: l'aube, la pleine journée et le crépuscule.
Lorsqu'il atteint le mur d'un étage, le joueur ouvre automatiquement une fenêtre et éclaire l'étage de la luminosité ambiante, ce qui peut permettre d'éliminer les ennemis photosensibles qui s'y trouvent.
Le joueur dispose également d'une arme tirant des balles d'argent, seule façon d'éliminer les loup-garous, mais inutile contre les autres adversaires.
Le jeu n'a pas de fin. Lorsque le joueur a éliminé les monstres d'un château, il passe à un nouveau, correspondant à un niveau augmenté. Cela jusqu'à épuisement des vies du joueur.

## Ennemis
Les ennemis sont de trois types:
- Les loup-garous, qui ne peuvent être éliminés que par le tir d'une balle d'argent, quel que soit le moment de la journée
- Les fantômes qui peuvent être éliminés par la lumière du jour (y compris à l'aube et au crépuscule)
- Et enfin les vampires, qui ne peuvent être éliminés que par la lumière de la pleine journée.

Tous ces ennemis ôtent une vie au joueur s'ils le touchent.
Les loup-garous et les vampires se déplacent comme le joueur, en courant et en prenant les échelles pour changer d'étage.
Les fantômes glissent sur le sol et surtout changent d'étage en traversant les planchers, mais ils sont peu attirés par le joueur.
Les vampires sont les adversaires les plus dangereux. Outre leur courte période de vulnérabilité, ils sont aussi assez intelligents pour fuir le joueur durant celle-ci et pour s'abstenir d'entrer dans un étage si le joueur l'éclaire déjà. En revanche, ils poursuivront sans relâche le joueur lorsque le moment ne leur sera pas défavorable. Il est facile de maintenir ses distances avec un vampire seul, mais un groupe de vampires peuvent cerner le joueur, rendant sa mort inévitable.